# Benthopecten pectinifer
Benthopecten pectinifer är en sjöstjärneart som först beskrevs av Ludwig 1905.  Benthopecten pectinifer ingår i släktet Benthopecten och familjen nålsjöstjärnor. Inga underarter finns listade i Catalogue of Life.